# Rudolf-Diesel-Medaille

Laudatio zur Verleihung der Diesel-Medaille, hier für Walter Mayer

Die Rudolf-Diesel-Medaille ist ein Innovationspreis, der auf die erfinderische Lebensleistung des deutschen Ingenieurs Rudolf Diesel zurückgeht und im Jahr 1953 von Eugen Diesel, dem Sohn Rudolf Diesels, ins Leben gerufen wurde. Sie wird durch das Deutsche Institut für Erfindungswesen (DIE e. V.) verliehen. Zentrales Ziel ist, die Leistungen von Erfindern und Unternehmern in der Öffentlichkeit angemessen zu würdigen und ihre Arbeit konsequent zu unterstützen.
Mit der Rudolf-Diesel-Medaille werden natürliche Personen und Institutionen für besondere Leistungen auf dem Gebiet des Erfindungswesens und der Innovationskultur geehrt.
Preisträger sind unter anderem Gottlob Bauknecht, Carl Benz, der Journalist und Redakteur Hans Daams (* 1913), Wolfgang Giloi, Otto Grim, Ernst Heinkel, Wilhelm Conrad Röntgen, Hans Peter Stihl, Ferdinand von Zeppelin, die Nobelpreisträger Hermann Staudinger, Ernst Ruska und Manfred Eigen, sowie die SAP-Gründer Dietmar Hopp, Hasso Plattner und Klaus E. Tschira.

## Nominierungsprozess
Die Nominierungen werden nach der Nominierungssitzung des technisch-wissenschaftlichen Beirats mit dem Vorstand des D.I.E. veröffentlicht. Für die Nominierungsvorschläge übernehmen die vorschlagenden Mitglieder des technisch-wissenschaftlichen Beirats die Patenschaft und stehen dem Kuratorium für Fragen zu den vorgeschlagenen Persönlichkeiten zur Verfügung.
Zur Verdeutlichung der einzelnen Nominierungsentscheidungen dient ein Bewertungsraster, welches die Tauglichkeit des jeweiligen Nominierten anhand von drei Kriterien – Qualifizierung der Kategorie, Ausprägung der Qualifizierung und Vereinbarkeit mit der Rudolf-Diesel-Medaille – benotet. Im Folgenden werden die Kriterien erläutert.
Die Auswahl der Preisträger übernimmt das Rudolf-Diesel-Kuratorium. In seinen Entscheidungen ist es vollkommen unabhängig.

### Kategoriequalifizierung
Mit diesem Merkmal wird die Qualifizierung des Nominierten in der jeweiligen Preiskategorie bewertet. Die Kategorien unterscheiden sich in ihrer inhaltlichen Ausrichtung gemäß den Wirkungen der auszuzeichnenden Leistungen im Innovationssystem. Die Auszeichnungen „Erfolgreichste“ sowie „Nachhaltigste Innovationsleistung“ zielen direkt auf die Innovationsleistung einzelner Personen und ihre unternehmerischen Rahmenbedingungen ab. Die Auszeichnungen für die Förderung und Medienkommunikation zielen auf die vermittelnde Wirkung von Innovationsleistungen ab. Im Folgenden werden die Anforderungen der jeweiligen Preiskategorien beschrieben.
- Erfolgreichste Innovationsleistung: Als Erfolg wird primär der unternehmerische Erfolg einer Innovation durch eine Unternehmerpersönlichkeit gesehen. Regelmäßig ist der Innovationserfolg nicht einer einzelnen Person geschuldet, gleichwohl gibt es Promotoren für Innovation, die letztlich hinter dem Erfolg stehen und diesen in besonderem Maße befördert haben. Da Innovationserfolge vom zeitlichen Geschehen abhängig sind und selbst einige Zeit für ihre Umsetzung benötigen, soll hier über größere Zeiträume beobachtet und der Erfolg rückwirkend betrachtet werden.
- Nachhaltigste Innovationsleistung: Als nachhaltige Innovationsleistung sollten solche unternehmerisch-innovatorischen Leistungen zählen, die die Nutzungsperspektive von Ressourcen, Stabilität und natürlicher Regenerationsfähigkeit der beeinflussten Systeme wahren. Dabei gilt grundsätzlich die Betrachtung von Innovation als wirtschaftlich erfolgreiche Neuerung unter den beobachtbaren Markt- und Wettbewerbsbedingungen. Ebenso gilt der beobachtbare, praktisch realisierte Erfolg als Nachweis der innovatorischen Leistung, jenseits der ebenso beobachtbaren tatsächlichen Neuerung der Mittel- und Problemlösungskombination.
- Beste Innovationsförderung: Innovationsförderung hat viele Ausprägungen, von der Beratung über die Finanzierung (Zuschüsse, Darlehen, Wagniskapital etc.) und Gründungsbegleitung bis zur Forschungsunterstützung. Die Kategorie soll diese Vielgestaltigkeit von Förderungsaktivitäten auch als Reflexion der vielfältigen Schwierigkeiten, Herausforderungen und Hindernissen im Innovationsprozess beleuchten. Der Weg von einer Idee bis zur Begeisterung der Kunden am Markt kann innerbetrieblich ebenso gefördert werden, wie außerhalb bestehender Unternehmen oder Institutionen. Die Qualität der Förderung zeichnet sich durch die Wirkung auf das Innovationssystem im gewählten Bereich der Innovationsfördereinrichtung aus. Die Wirkung sollte beobachtbar, gezielt, nachweisbar und reproduzierbar sein. Kriterien für solche Wirkungen können die kritisch begleitete Ermutigung und faktische Durchführung von (Kooperations-)Projekten sein, die Beschleunigung von Innovationsvorhaben oder der erreichte technisch-wirtschaftliche Fortschritt durch die unterstützten Projekte.
- Beste Medienkommunikation: Ein zentrales Anliegen der Rudolf-Diesel-Medaille ist es, der Innovation zu mehr medialer Aufmerksamkeit zu verhelfen und den Innovatoren und innovatorischen Leistungen in der Öffentlichkeit ein Gesicht zu verleihen. Gerade persönliche Leistungen hinter Innovationen sind für Außenstehende oft nicht zu erfassen. Durch kritisch-positive, aufklärungsorientierte und sachlich fundierte Berichterstattung in den vielfältigsten Formen sollen Menschen motiviert und begeistert werden, sich mit Innovationen auseinanderzusetzen und innovatorische Leistungen schätzen zu lernen. Die besondere Leistung in der Medienkommunikation ist die Vermittlung oft komplizierter Inhalte auf unterhaltende, gleichzeitig emotional berührende wie auch sachlich richtige Art und Weise. Dabei werden alle Arten von Medientechnik und Methoden berücksichtigt, um auch den Wandel der Medienpraxis in der medialen Realität widerzuspiegeln und transparent zu machen.

### Ausprägung der Qualifizierung
Hier wird die Ausprägung des Qualifizierungsmerkmals benotet. In der Beschreibung der Kategorien sind notwendige und graduell skalierende Qualitätskriterien aufgeführt. Die notwendigen Qualitätskriterien führen zu einer Einteilungsqualität in die Kategorien. Die graduell skalierenden Qualitätskriterien werden in diesem Bewertungsrasterpunkt beurteilt.

### Vereinbarkeit mit der Rudolf-Diesel-Medaille
Die über sechzigjährige Geschichte der Rudolf-Diesel-Medaille verlangt eine Betrachtung zukünftiger Preisträger auch im Sinne der bisherigen Tradition und Vereinbarkeit mit den Werten des Deutschen Instituts für Erfindungswesen sowie der Rudolf-Diesel-Medaille selbst. Im Kern der Rudolf-Diesel-Medaille stand immer die Bedeutung einzelner Persönlichkeiten für das Innovationsgeschehen. Die Reihe der Entscheidungen ist in den Verleihungen der Rudolf-Diesel-Medaille zu überblicken. Jeder weitere Preisträgerin wird in dieser Tradition gesehen und sollte unter den kritischen Augen dieser Persönlichkeiten als ideelle Weiterführung der Werte, Visionen, Tatkraft und ihres Umsetzungswillens betrachtet werden.

### Rudolf-Diesel-Medaille für die beste Zukunftsidee
Im Jahr 2019 wurde eine fünfte Kategorie der Rudolf-Diesel-Medaille geschaffen, die Rudolf-Diesel-Medaille für die beste Zukunftsidee.
Die Rudolf-Diesel-Medaille für die beste Zukunftsidee ist ein dotierter Preis für Studierende und Absolventen der Technik- und Naturwissenschaften. Der Wettbewerb ist nach den Prinzipien der Open Innovation gestaltet und befasst sich mit Aufgabenstellungen deutscher mittelständischer Technik-Unternehmen. Die Teilnehmer können sich über die Top-Technologien der teilnehmenden Unternehmen informieren und sich für eine oder mehrere Aufgabenstellungen zur Bearbeitung entscheiden. Auf Basis der ausgearbeiteten Lösungsvorschläge werden die Sieger ermittelt.

## Geschichte
Zum ersten Mal wurde im Jahr 1953 eine Auszeichnung für Erfinder und Erfinderförderer durch einen Erfinderverband verliehen, die weder auf bestimmte Fachgebiete noch auf bestimmte Erfinderprofile, sondern ganz allgemein auf die Förderung des Erfindungswesens gerichtet war.
Bereits zu Beginn des 20. Jahrhunderts entstanden in Deutschland die ersten Erfinder-Interessenverbände, zu denen auch die in Nürnberg ansässige Bayerische Erfinder-Schutzvereinigung (B.E.S.V.) zählte, die im Jahr 1952 in den noch heute existierenden Erfinder-Interessenverband Deutscher Erfinderverband (D.E.V.) umbenannt wurde. Die B.E.S.V. forderte bereits seit der Gründung der Bundesrepublik Deutschland im Jahr 1949 die Förderung von Erfindern durch den Staat. Die Etablierung einer staatlichen Erfinderauszeichnung bildete eine von mehreren Forderungen, die der B.E.S.V. an das Bundesjustizministerium und an das Bundeswirtschaftsministerium richtete.
Nachdem diese Forderungen jahrelang unerhört blieben, verkündete der B.E.S.V. die Stiftung einer eigenen Erfinderauszeichnung: der Rudolf-Diesel-Medaille. Hans Keller, Unternehmer und Erfinder, war in der Zwischenzeit zum ersten Vorsitzenden der B.E.S.V. gewählt worden, die nun unter dem neuen Namen Deutscher Erfinderverband e. V. agierte. Die Stiftung der Rudolf-Diesel-Medaille wurde im Rahmen einer eigens dafür organisierten Feier und unter Anwesenheit von Eugen Diesel, Rudolf Diesels einzigem Sohn, am 24. September 1952 verkündet. Da die Rudolf-Diesel-Medaille aus der privaten Initiative des D.E.V. und insbesondere aus Hans Kellers Initiative heraus entstand, handelte es sich um einen reinen Ehrenpreis und war nicht mit einem Geldpreis ausgestattet, wie es ursprünglich von einer staatlichen Erfinderauszeichnung gefordert wurde. Diese Tradition wird bis heute beibehalten.
Die erste Verleihung der Rudolf-Diesel-Medaille fand am 7. Juni 1953 im kleinen Rahmen im historischen Weinstadel der Stadt Nürnberg statt. Zu den fünf ersten Preisträgern gehörten Hermann Röchling, Christoph Wirth und Wilhelm Conrad Röntgen. Mit der Verleihung der Rudolf-Diesel-Medaille im Jahr 1954 an den Raketenforscher Hermann Oberth gewann der D.E.V. einen langjährigen Fürsprecher und ein engagiertes Mitglied des Rudolf-Diesel-Medaillen-Kuratoriums. Der Rahmen der Verleihungsfeiern der Rudolf-Diesel-Medaille wurde unter Hans Kellers Vorsitz kontinuierlich vergrößert. So stieg die Zahl der ausgezeichneten Preisträger ganz erheblich von fünf im Jahr 1953 auf über 35 im Jahr 1963 und erreichte damit einen Höhepunkt in der Geschichte der Rudolf-Diesel-Medaille. Im Jahr 1964 fand die Verleihung zum ersten Mal im nahezu vollbesetzten Großen Saal der Nürnberger Meistersingerhalle statt.
Am 7. November 1965 erhielt die Chemikerin Edith Weyde während der 10. Verleihung als erste Frau die Rudolf-Diesel-Medaille für ihre Leistungen auf dem Gebiet der Photochemie und Fotografie.
Mit dem Unternehmererfinder Ernst Heinkel (1954), dem MAN Maschinenbauingenieur Siegfried Meurer (1956), Claudius Dornier (1961), Gottlob Bauknecht (1963), Wernher von Braun (1968) und Ludwig Bölkow (1969) sowie den Nobelpreisträgern Hermann Staudinger (1962) und Ernst Ruska (1968), wurden in den ersten zwei Jahrzehnten der Rudolf-Diesel-Medaille neben vielen anderen erfolgreichen Erfindern auch einige international bedeutende Erfinder und Forscher ausgezeichnet.
Schon seit dem Beginn der 1960er Jahre beabsichtigte Hans Keller den Bau eines „Hauses der Erfinder“ in Nürnberg, das er durch Mitgliederspenden finanzieren wollte und das sich im Wesentlichen der Förderung des Erfindungswesens auf einer wissenschaftlichen Basis widmen sollte. Ein Satzungsentwurf für ein entsprechendes Institut der Erfinder e. V. wurde im Jahr 1966 fertig gestellt. Zu den mit der Goldenen Diesel-Medaille des Deutschen Erfinder-Verbands gehörte etwa 1968 der Fabrikant Helmut Sallinger (Helmut Sallinger Chemie GmbH und Intexfloor GmbH) in Krumbach.
Der Verein Institut der Erfinder bildete die Grundlage für das im Jahr 1969 auf Kellers Initiative hin gegründete Institut für Erfindungswesen e. V. (D.I.E.).
Das D.I.E. bestand als eingetragener Verein neben dem D.E.V. und sollte das Erfindungswesen betreffende wissenschaftliche Fragestellungen bearbeiten. Auch die Verantwortlichkeit für die Verleihung der Rudolf-Diesel-Medaille ging im Jahr 1969 vom D.E.V. auf das D.I.E. über.
Hans Keller, der in diesem Jahr 71 Jahre alt geworden war, schied als aktives Mitglied aus dem D.E.V. und dem neu gegründeten D.I.E. aus. Zum neuen Vorsitzenden wurde der Chemiker Wilhelm Stürmer gewählt, der im Jahr 1965 die Rudolf-Diesel-Medaille erhalten hatte, und der seit 1968 Mitglied des Rudolf-Diesel-Medaillen-Kuratoriums war.
Nach der Übertragung der Verantwortlichkeit für die Verleihung der Rudolf-Diesel-Medaille auf das D.I.E. wurde im Jahr 1972 erstmals eine Satzung über die Verleihung der Rudolf-Diesel-Medaille geschaffen, in der u. a. die Verleihung der Rudolf-Diesel-Medaille an verstorbene Persönlichkeiten abgeschafft wurde. Außerdem wurden die bislang nach Kellers Vorstellungen pompös ausgerichteten Verleihungsfeierlichkeiten in einen kleineren und würdigen Rahmen gesetzt. Einen weiteren Höhepunkt in der Geschichte der Rudolf-Diesel-Medaille bildete die erstmalige Übernahme der Schirmherrschaft über die Verleihung im Jahr 1975 durch den Bayerischen Ministerpräsidenten Alfons Goppel und später durch Franz Josef Strauß.
Der Ingenieur Ulrich Poppe übernahm im Jahr 1980 offiziell den Vorsitz des D.I.E. Im Jahr 1982 wurde das Institut für Erfindungswesen e. V. in Deutsches Institut für Erfindungswesen e. V. umbenannt. Im selben Jahr gab Ulrich Poppe sein Amt als erster Vorsitzender bereits wieder ab und wurde durch den ehemaligen Präsidenten des Deutschen Patent- und Markenamtes, den Juristen Erich Häußer, abgelöst. Im Jahr 1984 erschienen erstmals die durch das D.I.E. herausgegebenen wissenschaftlichen Vorträge in Kurzform.
Im Jahr 1992 wurde der Unternehmer Heinz Hölter in den Vorstand des D.I.E. gewählt. Die bisherige Verleihung der Rudolf-Diesel-Medaille in den drei Kategorien Gold, Silber und Bronze wurde in einer Mitgliederversammlung des Jahres 1997 abgeschafft. Die Rudolf-Diesel-Medaille wurde von diesem Zeitpunkt an nur noch in Gold verliehen.
Im Jahr 2000 wurde der ehemalige Präsident des Deutschen Patent- und Markenamtes, Norbert Haugg, zum Vorsitzenden des D.I.E. gewählt. Die wissenschaftliche Arbeit des D.I.E. und sein Einsatz für eine staatliche Förderung der Erfinder wurden in dieser Zeit intensiv fortgesetzt. Ferner wurden auch in dieser Periode der Rudolf-Diesel-Medaille bedeutende Erfinder und Unternehmer wie Viktor Dulger (2001), Fritz Sennheiser (2004), Reinhold Würth (2004), Anton Kathrein (2004) und die SAP-Gründer Dietmar Hopp, Klaus Tschira und Hasso Plattner (2008) sowie viele andere bedeutende Erfinder und Erfinderförderer ausgezeichnet. 
Im Jahr 2009 wurden Heiner Pollert, Alexander J. Wurzer sowie nachträglich Manfred Spaltenberger und im Jahre 2022 Patentanwalt Dr. Jochen Reich in den Vorstand des D.I.E. berufen. Die Rudolf-Diesel-Medaille wird seither jedes Jahr in den Kategorien „Erfolgreichste Innovationsleistung“, „Nachhaltigste Innovationsleistung“, „Beste Innovationsförderung“ und „Beste Medienkommunikation“ verliehen. 2016 wurde das Rudolf-Diesel-Kuratorium mit über fünfzig Technologievorständen von deutschen, weltmarktführenden Unternehmen zur Auswahl zukünftiger Preisträger ausgebaut.